# Moldavië op de Olympische Zomerspelen 2008
Moldavië nam deel aan de Olympische Zomerspelen 2008 in Peking, China. Moldavië debuteerde op de Zomerspelen in 1996 en deed in 2008 voor de vierde keer mee. In tegenstelling tot de vorige editie werd weer een medaille gewonnen; de vierde in totaal.

## Medailleoverzicht
| Sport  | Olympiër        | Discipline | Medaille |
| ------ | --------------- | ---------- | -------- |
| Boksen | Veaceslav Gojan | -54kg (m)  | Brons    |

## Deelnemers en resultaten

### Atletiek
| Olympiër            | Onderdeel              | Resultaat | Prestatie                                              |
| ------------------- | ---------------------- | --------- | ------------------------------------------------------ |
| Ion Luchianov       | 3000m steeplechase (m) | 12e       | serie 2: 7de in 8.18,97 (NR) finale: 12de in 8.27,82   |
| Iaroslav Musinschi  | marathon (m)           | 41e       | 2:21.18                                                |
| Feodosiy Ciumacenco | 20km snelwandelen (m)  | 47e       | 1:31.37                                                |
| Vladimir Letnicov   | hink-stap-springen (m) | 24e       | kwalificatie groep B: 12de met 16,62m                  |
| Ion Emilianov       | kogelstoten (m)        | 35e       | kwalificatie groep B: 18de met 18,64m                  |
| Vadim Hranovschi    | discuswerpen (m)       | 26e       | kwalificatie groep A: 19de met 56,19m                  |
| Roman Rozna         | kogelslingeren (m)     | 33e       | kwalificatie groep B: 13de met 71,33m                  |
| Victor Covalenco    | tienkamp (m)           | DNF       | niet gefinisht                                         |
|                     |                        |           |                                                        |
| Olga Cristea        | 800m (v)               | 19e       | serie 5: 4de in 2.00,59 halve finale 3: 6de in 2.00,12 |
| Oxana Juravel       | 3000m steeplechase (v) | 43e       | serie 2: 13de in 10.04,38                              |
| Valentina Delion    | marathon (v)           | DNF       | niet gefinisht                                         |
| Ina Gliznuţa        | hoogspringen (v)       | 26e       | kwalificatie groep A: 13de met 1,80m                   |
| Marina Marghiev     | kogelslingeren (v)     | 43e       | kwalificatie groep A: 20ste met 62,12m                 |
| Zalina Marghiev     | kogelslingeren (v)     | 37e       | kwalificatie groep A: 19de met 64,20m                  |

### Boksen
| Olympiër        | Onderdeel | Resultaat | Prestatie |
| --------------- | --------- | --------- | --- |
| Vaeceslav Gojan | -54kg (m) | Brons     | 1ste ronde: W van BLR Khatsigov: 1-1 2de ronde: W van CHN Gu: 12-6 kwartfinale: W van IND Kumar: 10-3 halve finale: V van MGL Badar-Uugan: 2-15 |
| Vitalie Gruşac  | -69kg (m) | 9e        | 1ste ronde: W van AUS O'Mahony: 7-2 2de ronde: V van KAZ Sarsekbayev: scheidsrechterlijke beslissing                                            |

### Gewichtheffen
| Olympiër          | Onderdeel | Resultaat | Prestatie                                                     |
| ----------------- | --------- | --------- | ------------------------------------------------------------- |
| Igor Grabucea     | -56kg (m) | 15e       | trekken: 16de met 109kg stoten: 15de met 130kg totaal: 239kg  |
| Alexandru Dudoglo | -69kg (m) | 9e        | trekken: 11de met 145kg stoten: 9de met 172kg totaal: 317kg   |
| Andrei Guţu       | -77kg (m) | 20e       | trekken: 17de met 145kg stoten: 21ste met 160kg totaal: 305kg |
| Eugen Bratan      | -94kg (m) | 13e       | trekken: 12de met 170kg stoten: 13de met 200kg totaal: 370kg  |
| Vadim Vacarciuc   | -94kg (m) | 12e       | trekken: 13de met 168kg stoten: 12de met 205kg totaal: 373kg  |

### Judo
| Olympiër    | Onderdeel | Resultaat | Prestatie                                |
| ----------- | --------- | --------- | ---------------------------------------- |
| Sergiu Toma | -73kg (m) | 21e       | 1ste ronde: V van GEO Kevkhishvili: yuko |

### Schietsport
| Olympiër          | Onderdeel               | Resultaat | Prestatie                                   |
| ----------------- | ----------------------- | --------- | ------------------------------------------- |
| Ghenadie Lisoconi | 25m snelvuurpistool (m) | 12e       | kwalificatie: 12de met 567 punten (282-285) |

### Wielersport
| Olympiër            | Onderdeel                     | Resultaat | Prestatie                      |
| Baan                | Baan                          | Baan      | Baan                           |
| ------------------- | ----------------------------- | --------- | ------------------------------ |
| Aleksandr Pljoesjin | individuele achtervolging (m) | 17e       | kwalificatie: 17de in 4.35,438 |
| Weg                 |                               |           |                                |
| Aleksandr Pljoesjin | wegwedstrijd (m)              | 76e       | 6:39.42                        |

### Worstelen
| Olympiër        | Onderdeel   | Resultaat   | Prestatie                                                               |
| Vrije stijl     | Vrije stijl | Vrije stijl | Vrije stijl                                                             |
| --------------- | ----------- | ----------- | ----------------------------------------------------------------------- |
| Nicolai Ceban   | -96kg (m)   | 12e         | kwalificatie: V van HUN Kiss: 1-3                                       |
|                 |             |             |                                                                         |
| Ludmila Cristea | -55kg (v)   | 10e         | 1ste ronde: W van VEN Andrades: 3-1 kwartfinale: V van CAN Verbeek: 1-3 |

### Zwemmen
| Olympiër            | Onderdeel           | Resultaat | Prestatie               |
| ------------------- | ------------------- | --------- | ----------------------- |
| Andrei Zaharov      | 200m vrije slag (m) | 55e       | serie 2: 7de in 1.58,62 |
| Sergiu Postică      | 100m schoolslag (m) | 54e       | serie 2: 2de in 1.03,83 |
|                     |                     |           |                         |
| Veronica Vdovicenco | 50m vrije slag (v)  | 50e       | serie 6: 5de in 26,92   |

Afghanistan · Albanië · Algerije · Amerikaanse Maagdeneilanden · Amerikaans-Samoa · Andorra · Angola · Antigua en Barbuda · Argentinië · Armenië · Aruba · Australië · Azerbeidzjan · Bahama's · Bahrein · Bangladesh · Barbados · België · Belize · Benin · Bermuda · Bhutan · Bolivia · Bosnië en Herzegovina · Botswana · Brazilië · Britse Maagdeneilanden · Bulgarije · Burkina Faso · Burundi · Cambodja · Canada · Centraal-Afrikaanse Republiek · Chili · China · Chinees Taipei · Colombia · Comoren · Congo-Brazzaville · Congo-Kinshasa · Cookeilanden · Costa Rica · Cuba · Cyprus · Denemarken · Djibouti · Dominica · Dominicaanse Republiek · Duitsland · Ecuador · Egypte · El Salvador · Equatoriaal-Guinea · Eritrea · Estland · Ethiopië · Fiji · Filipijnen · Finland · Frankrijk · Gabon · Gambia · Georgië · Ghana · Grenada · Griekenland · Groot-Brittannië · Guam · Guatemala · Guinee · Guinee‑Bissau · Guyana · Haïti · Honduras · Hongarije · Hongkong · Ierland · IJsland · India · Indonesië · Irak · Iran · Israël · Italië · Ivoorkust · Jamaica · Japan · Jemen · Jordanië · Kaaimaneilanden · Kaapverdië · Kameroen · Kazachstan · Kenia · Kirgizië · Kiribati · Koeweit · Kroatië · Laos · Lesotho · Letland · Libanon · Liberia · Libië · Liechtenstein · Litouwen · Luxemburg · Macedonië · Madagaskar · Malawi · Malediven · Maleisië · Mali · Malta · Marshalleilanden · Marokko · Mauritanië · Mauritius · Mexico · Micronesië · Moldavië · Monaco · Mongolië · Montenegro · Mozambique · Myanmar · Namibië · Nauru · Nederland · Nederlandse Antillen · Nepal · Nicaragua · Nieuw-Zeeland · Niger · Nigeria · Noord-Korea · Noorwegen · Oeganda · Oekraïne · Oezbekistan · Oman · Oostenrijk · Oost‑Timor · Pakistan · Palau · Palestina · Panama · Papoea-Nieuw-Guinea · Paraguay · Peru · Polen · Portugal · Puerto Rico · Qatar · Roemenië · Rusland · Rwanda · Saint Kitts en Nevis · Saint Lucia · Saint Vincent en Grenadines · Salomonseilanden · Samoa · San Marino · Sao Tomé en Principe · Saoedi-Arabië · Senegal · Servië · Seychellen · Sierra Leone · Singapore · Slovenië · Slowakije · Soedan · Somalië · Spanje · Sri Lanka · Suriname · Swaziland · Syrië · Tadzjikistan · Tanzania · Thailand · Togo · Tonga · Trinidad en Tobago · Tsjaad · Tsjechië · Tunesië · Turkije · Turkmenistan · Tuvalu · Uruguay · Vanuatu · Venezuela · Verenigde Arabische Emiraten · Verenigde Staten · Vietnam · Wit-Rusland · Zambia · Zimbabwe · Zuid-Afrika · Zuid-Korea · Zweden · Zwitserland
Uitgesloten van deelname: Brunei